# Івановка (Червоногвардійський район)
Іва́новка (рос. Ивановка) — село у складі Червоногвардійського району Оренбурзької області, Росія.

## Населення
Населення — 483 особи (2010; 625 у 2002).
Національний склад (станом на 2002 рік):
- росіяни — 85 %